# Microtus daghestanicus
Microtus daghestanicus es una especie de roedor de la familia Cricetidae.

## Distribución geográfica
Se encuentra en Rusia, Georgia, Armenia y Azerbaiyán.  